# Michèle Raynaud
Ne doit pas être confondu avec Michel Raynaud.
Pour les articles homonymes, voir Raynaud.
Michèle Raynaud (née le 9 janvier 1938,) est une mathématicienne française, qui traite de géométrie algébrique et qui dans les années 1960 est membre de l'École d'Alexandre Grothendieck à Paris (1960) et travaille à l'Institut des hautes études scientifiques (IHÉS).

## Biographie
Elle participe au séminaire de géométrie algébrique du Bois Marie (SGA) 1 et 2 et obtient son doctorat en 1972, sous la direction de Grothendieck à l'Université Paris-Diderot avec une thèse intitulée Théorèmes de Lefschetz en cohomologie cohérente et en cohomologie étale. Grothendieck fait l'éloge de sa thèse de doctorat dans Récoltes et Semailles (P. 168 Chapitre 8.1.) comme originale, entièrement autonome et un travail majeur.
Michèle Raynaud est mariée avec le mathématicien Michel Raynaud également membre de l'École de Grothendieck (ce qui donne souvent lieu à des Confusions).

## Publications
- Théorèmes de Lefschetz en cohomologie cohérente et en cohomologie étale, Bull. Soc. Math. France, Memoirs Nr. 41, 1975
- Théorèmes de Lefschetz en cohomologie étale des faisceaux en groupes non nécessairement commutatifs. C. R. Acad. Sci. Paris Sér. A-B 270 1970
- avec Grothendieck: Revêtements étales et groupe fondamental (SGA 1), Lecture Notes in Mathematics 224, 1971, Arxiv
- avec Grothendieck: Cohomologie locale des faisceaux cohérents et théorèmes de Lefschetz locaux et globaux, North Holland 1968, Arxiv
- Théorème de représentabilité relative sur le foncteur de Picard
- Schémas en groupes. Séminaire de l'Institut des Hautes Etudes Scientifiques
- Alexander Grothendieck et Michèle Raynaud, Revêtements étales et groupe fondamental (SGA 1), Paris, Société mathématique de France, coll. « Documents Mathématiques (Paris) » (no 3), 2003 (ISBN 978-2-85629-141-2, MR 2017446, arXiv math/0206203)
- Alexander Grothendieck et Michèle Raynaud, Cohomologie locale des faisceaux cohérents et théorèmes de Lefschetz locaux et globaux (SGA 2), Paris, Société mathématique de France, coll. « Documents Mathématiques (Paris) » (no 4), 2005 (ISBN 978-2-85629-169-6, MR 2171939, arXiv math/0511279)

## Liens
- Ressource relative à la recherche :   - Mathematics Genealogy Project
- Notices d'autorité :   - ISNI
  - BnF (données)
  - IdRef
  - GND
  - Pays-Bas
  - NUKAT